# Relations entre le Brésil et le Suriname
Les relations entre le Brésil et le Suriname sont les relations diplomatiques entre la république fédérative du Brésil et la république du Suriname. Les deux pays partagent une frontière commune longue de 593 kilomètres.
Le Brésil a une ambassade à Paramaribo et le Suriname a une ambassade à Brasilia.